# Храм Покрова Пресвятой Богородицы в Братцеве
Храм Покрова́ Пресвято́й Богоро́дицы в Бра́тцеве — православный храм на северо-западе Москвы, в районе Северное Тушино. Относится к Спасскому благочинию Московской городской епархии Русской православной церкви.
Настоятель храма — иерей Владимир Тоготин.
История храма Покрова Пресвятой Богородицы в Братцеве неразрывно связана с историей усадьбы Братцево, являющейся памятником архитектуры и садово-паркового искусства XVII—XIX веков.

## История

### Возникновение
Первые документальные свидетельства о деревне Братцево относятся к 1565 году. Недолгое время Братцево принадлежало монастырю, затем боярину Дмитрию Годунову, дворянам А. И. и М. И. Зубовым, А. М. Супневой. Последняя продала его в 1657 году оружейничему Богдану Хитрово. Будучи приближённым к царю Алексею Михайловичу, он получил звание дворецкого боярина и с 1661 года ведал делами Оружейной палаты. При нём в Братцеве началось масштабное строительство. Тогда и была построена каменная церковь Покрова Пресвятой Богородицы.
О времени сооружения храма свидетельствует надпись древнерусской вязью на каменной плите: «Лето 7180 (1672) августа в 30 день при державе Великого Государя и Великого князя Алексея Михайловича всея Великия и малыя и белыя России Самодержца построил сию церковь в вотчине своей в селе Братцове боярин и оружейничий Богдан Матвеевич — тезоименитое имя Иов — Хитрово и жена его боярыня Мария Ивановна». В прошлом плита была встроена в паперть церкви с наружной стороны. Впоследствии она была вынута и хранилась в церкви. В июле 2012 года она была вмонтирована обратно в стену.

### Советский период
После 1917 года церковь постепенно ветшала, из неё были изъяты наиболее ценные предметы убранства и храмовые иконы. Сам храм был закрыт в начале 1934 года по инициативе фабрики «Прогресс». Вскоре была сломана колокольня, разобраны барабаны глав, обветшавшие портики. В частично перестроенном здании храма в середине 1960-х годов находилась фабрика по изготовлению красителей, затем склад, станция техобслуживания. Здание приходской школы было занято под жильё, в сторожке размещался магазин.

## Современная жизнь храма
Первое богослужение (Всенощное бдение) состоялось 13 октября 1992 года; было совершено малое освящение храма. Первая Божественная литургия была совершена 17 апреля 1993 года в Великую субботу. С 1992 по 1993 год настоятелем храма являлся священник Алексий Машков, с 1993 по 1994 год — священник Анатолий Гуданов, с 1994 по 2012 год — протоиерей Михаил Малеев, с 2012 по 2019 год — иерей Димитрий Ефанов, с 2019 год по настоящее время — иерей Владимир Тоготин.
В настоящее время при храме существуют детская и взрослая воскресная школа, проводятся катехизаторские курсы, огласительные беседы, работает приходская библиотека и образовательный лекторий. Кроме того, действует молодёжное движение «Образ», есть молодёжный и детский церковный хор, кружок английского языка для детей, проводятся мастер-классы. При храме открыто отдельно здание церковной лавки с самыми разнообразными товарами.
В рамках социальной деятельности ведётся сбор и раздача гуманитарной помощи по социальным учреждениям, а также среди малоимущих многодетных семей, нуждающимся сельским храмам Подмосковья. В центрах социального обслуживания округа проходят концерты и мастер-классы, в организации и проведении которых участвуют прихожане храма.

## Архитектура
Братцевская церковь представляет собой бесстолпный храм в форме двухсветных четвериков, перекрытых сомкнутым сводом и увенчанных классическим московским пятиглавием и ярусами кокошников. С запада к храму примыкала трапезная и колокольня, поставленная на одной оси, с востока — сильно выдвинутая трёхчастная апсида. Отсутствие высокой и стройной колокольни, когда-то дополнявшей и уравновешивавшей здание, является существенным недостатком современного вида храма.
Главный карниз был украшен цветными изразцами; такими же точно изразцами, только с более мелким рисунком, были украшены и все пять глав храма. Наличие изразцов — одна из примечательных особенностей храма. Изразцовый пояс обходит храм со всех сторон под кокошниками основного четырёхгранника. Он состоит из набора отдельных прямоугольных плиток, покрытых поливным многоцветным орнаментом в виде розеток. На зелёном фоне выделяются низкого рельефа геометрические изображения, имитирующие соцветия, покрашенные в жёлтые, синие, белые цвета. Основному поясу вторит нижний поливной валик и гусёк карниза. Уникальны рельефы херувимов в тимпанах кокошников. Их синие крылья и скульптурного вида головы резко выделяются на фоне побелки, придавая дополнительную выразительность полихромному наряду верхней части храма. Последний ряд изразцовых украшений венчал верхние части барабанов под главами церкви. До наших дней он не сохранился. Именно изразцы наделили храм нотами праздничности.
Храм на данный момент имеет два придела: в честь Покрова Пресвятой Богородицы и в честь святителя Иоанна Златоуста.

## Духовенство
- Настоятель - иерей Владимир Тоготин[2]
- иерей Николай Фатеев
- иерей Антоний Кошелев[4]
- иерей Ювеналий Дементьев[5]
- диакон Вадим Сергиев

## Святыни храма
Чудотворная икона Божией Матери «Неупиваемая Чаша»
Храмовая икона "Покрова Пресвятой Богородицы"

## Приписные часовни
- Часовня благоверного князя Димитрия Донского в Северном Тушине (приписная)
- Часовня иконы Божией Матери «Целительница» при Тушинской детской больнице (приписная)
- Часовня великомученика и целителя Пантелеимона при Тушинской детской больнице (домовая, приписная)
- Часовня иконы Божией Матери «Феодоровская» в Братцеве (приписная)
- Часовня Святителя Николая, Мирликийского Чудотворца (приписная)